# Иларион (Процик)
Митрополит Иларион (укр. Мітрополіт Іларіон в миру Руслан Ива́нович Про́цик укр. Руслан Іванович Процик; род. 8 ноября 1980, Зубрец, Тернопольская область) — епископ Православной церкви Украины (с 2019).
Ранее — епископ, архиепископ,  Украинской православной церкви Киевского патриархата; Митрополит Ровенский и Острожский, исполняющий обязанности экзарха Европы, глава Управления внешних церковных связей и постоянный член Священного Синода УПЦ КП.

## Биография
Родился 8 ноября 1980 года в селе Зубрец в Тернопольской области, в семье священника Иоанна Процика (в настоящее время священник села Новосёлка) и его супруги Марии Процик.
В 1997 году, сдав экзамены за курс средней школы, поступил на второй курс Киевской духовной семинарии (УПЦ КП), а с 2000 по 2004 год обучался в Киевской духовной академии (УПЦ КП), которую окончил со степенью кандидата богословия, полученную за диссертацию «Пастырский взгляд на внешнюю и внутреннюю апостасию» (защита 24 мая 2004 года).
26 октября 2000 года в Михайловском Златоверхом мужском монастыре в Киеве митрополитом Димитрием (Рудюком) был пострижен в монашество с имени Иларион. 5 ноября 2000 года, во Владимирском кафедральном соборе Киева патриархом Филаретом (Денисенко) был рукоположен в сан иеродиакона и в феврале 2001 года назначен на должность благочинного Свято-Михайловского Златоверхого монастыря. 5 июня 2003 года во Владимирском кафедральном соборе Киева патриархом Филаретом было рукоположен в сан иеромонаха.
1 сентября 2004 года назначен на должность преподавателя в Киевской православной богословской академии (УПЦ КП). 20 декабря 2006 года назначен на должность секретаря патриарха Киевского и всей Руси-Украины Филарета. 19 апреля 2006 года патриархом Филаретом был возведён в сан игумена.
15 января 2007 года указом патриарха Филарета назначен наместником Свято-Феодосиевского ставропигиального мужского монастыря и 4 февраля 2007 года был возведён в достоинство архимандрита. 25 января 2008 года назначен управляющим делами Киевского патриархата.
13 мая 2017 года решением Священного синода назначен управляющим учрежденного тогда же Европейского экзархата КП.

## Архиерейство
13 мая 2008 года Священным Синодом Киевского патриархата был избран для рукоположения в сан епископа Черниговского и Нежинского. Архиерейская хиротония, которую возглавил во Владимирском соборе города Киева патриарх Филарет, состоялась 14 мая 2008 года.
13 мая 2011 года решением Священного Синода назначен председателем Управления внешних церковных связей Киевского патриархата.
23 января 2012 года, решением Священного Синода назначен управляющим Ровенской епархией с возведением в сан архиепископа и введён в число постоянных членов Священного Синода Киевского патриархата.
2 февраля 2023 года указом митрополита Епифания (Думенко) был возведён в сан митрополита.

## Награды
- Орден «За заслуги» I степени (21 августа 2020)[5]
- Орден «За заслуги» II степени (1 декабря 2016)[6]